# Vol SAM Colombia 501
Le vol SAM Colombia 501 était un vol régulier international, assuré par un Boeing 727 de SAM Colombia (en), qui s'est écrasé le 19 mai 1993, tuant les 132 passagers et membres d'équipage à bord. L'avion est entré en collision avec une montagne alors qu'il s'approchait de Medellín, en Colombie. C'est le troisième accident aérien le plus meurtrier de l'histoire de la Colombie.

## Avion
L'appareil impliqué était un Boeing 727-46, immatriculé HK-2422X, qui a été construit en 1965 et a effectué son vol inaugural le 30 décembre de la même année. L'avion était propulsé par trois turboréacteurs Pratt & Whitney JT8D-7A.
Il a d'abord été livré à Japan Airlines le 7 janvier 1966 et a été immatriculé JA8309. Le 16 novembre 1972, l'appareil a été loué à Korean Air, où il a été réimmatriculé HL7309. Le 9 novembre 1980, Korean Air a revendu l'avion à SAM Colombia (en), où il a été réimmatriculé sous le code HK-2422X.

## Accident
À 14h18, le vol 501 a décollé de l'aéroport de Panama-Tocumen, au Panama, à destination de Bogota, en Colombie, avec une escale à Medellín. L'avion est monté au niveau de vol 160 (environ 16 000 pieds (4 900 m)). À bord se trouvaient 7 membres d'équipage et 125 passagers, dont plusieurs dentistes panaméens en route pour une convention médicale. 
L'activité orageuse dans la région a rendu la navigation par radiocompas (ADF) plus difficile, et le VOR/DME de Medellín était inutilisable, ayant été détruit par les activités terroristes dans la région. L'équipage a été signalé au-dessus de la balise Abejorral, au niveau de vol 160, alors qu'il approchait de Medellín. Le vol a ensuite été autorisé à descendre au niveau de vol 120 (environ 12 000 pieds (3 700 m)), après quoi la communication a été perdue. Après plusieurs tentatives infructueuses pour contacter le vol, le contrôle aérien de Medellín a déclaré une urgence.
Comme la radiobalise était inutilisable et les conditions météorologiques était mauvaises dans la zone de l'aéroport, l'équipage a commis plusieurs erreurs de navigation. Le 727 n'avait en fait pas encore atteint la balise et entama sa descente avant d'avoir franchi le relief. Le vol 501 a ensuite percuté le flanc du mont Paramo Frontino, une montagne haute de 3 749 mètres, situé près de Medellín, tuant sur le coup les 132 personnes à bord.